# Vampyressa brocki
Vampyressa brocki (Peterson, 1968) è un pipistrello della famiglia dei Fillostomidi diffuso nell'America meridionale.

## Descrizione

### Dimensioni
Pipistrello di piccole dimensioni, con la lunghezza totale tra 49 e 51 mm, la lunghezza dell'avambraccio tra 29,7 e 35 mm, la lunghezza del piede tra 9 e 10 mm, la lunghezza delle orecchie tra 13 e 15 mm e un peso fino a 11,8 g.

### Aspetto
La pelliccia è composta da singoli peli tricolori. Le parti dorsali sono grigio-brunastre e con una indistinta striscia chiara dorsale che si estende dalla zona tra le spalle fino alla groppa, mentre le parti ventrali sono grigie. Il muso è corto e largo. La foglia nasale è ben sviluppata, bruno-giallastra e lanceolata. Due strisce bianche sono presenti su ogni lato del viso separate da una banda più scura, la prima si estende dall'angolo esterno della foglia nasale fino a dietro l'orecchio, mentre la seconda parte dell'angolo posteriore della bocca e termina alla base del padiglione auricolare.  Le orecchie sono grandi, rotonde, appuntite, pallide e con i bordi giallastri. Il trago è piccolo, giallastro, triangolare, con il bordo posteriore dentellato e un lobo allungato alla base anteriore ricoperto di piccoli peli. È privo di coda, mentre l'uropatagio è ridotto ad una sottile membrana lungo la parte interna degli arti inferiori. Il calcar è molto corto. Il cariotipo è 2n=24 FN=44.

## Biologia

### Alimentazione
Si nutre di frutta.

### Riproduzione
Femmine gravide con un embrione ciascuna sono state catturate alla fine di giugno e gli inizi di luglio, mentre altre che allattavano sono state catturate in marzo.

## Distribuzione e habitat
Questa specie è diffusa nella Colombia meridionale, Guyana, Suriname e stati brasiliani di Amazonas, Pará e Rondônia.
Vive nelle foreste pluviali e secondarie.

## Conservazione
La IUCN Red List, considerato il vasto areale, classifica V.brocki come specie a rischio minimo (Least Concern)).